# Casa Jacint Bruguera
La Casa Jacint Bruguera es un edificio de San Cugat del Vallés (Vallés Occidental) catalogado como bien protegido del patrimonio arquitectónico del municipio.Residencia ocasional de la familia de aristócratas Foixart. 

## Historia
Su edificio, actualmente transformado, es una casa entre medianeras, arquitectónicamente ecléctica, sita entre las calles de los Márgenes y Santiago Rusiñol de San Cugat del Vallés, a la orilla de su monasterio, en uno de los núcleos de veraneo del municipio a finales del siglo XIX y principios del XX.
Fue construida en 1878 por encargo de Jacint Bruguera i Foixart al maestro de obras Jaume Sagalés i Mates y reedificada en 1901 por encargo de su hija, Jacinta Bruguera i Rius, madre de Josep Rovira i Bruguera y heredera de la familia aristócrata Foixart, según proyecto del maestro de obras Josep Masdéu i Puigdemasa.
Su conjunto, caracterizado singularmente por sus remates y proporciones, está catalogado y protegido por el Ayuntamiento de San Cugat del Vallés como patrimonio arquitectónico del municipio.   

## Elementos destacables
- La composición histórica de la fachada (proporciones áureas)
- Los remates (friso de mayólicas, coronamiento defensivo, etcétera)
- Las barandillas de los balcones (novecentistas)